# Piyalema Xiang
Piyalema Xiang (kinesiska: 皮亚勒玛乡, 皮亚勒玛) är en socken i Kina. Den ligger i den autonoma regionen Xinjiang, i den nordvästra delen av landet, omkring 1 000 kilometer sydväst om regionhuvudstaden Ürümqi. Antalet invånare är 6 094. Befolkningen består av 3 055 kvinnor och 3 039 män. Barn under 15 år utgör 25,0 %, vuxna 15-64 år 69 %, och äldre över 65 år 5,0 %.
Genomsnittlig årsnederbörd är 72 millimeter. Den regnigaste månaden är juni, med i genomsnitt 19 mm nederbörd, och den torraste är april, med 1 mm nederbörd.